# Иваницкий, Александр Валерьянович
Александр Валерьянович Иваницкий (род. 1 октября 1975, Одесса) — общественный деятель, председатель Беляевской районной государственной администрации Одесской области, депутат Одесского городского совета VI созыва, председатель постоянной комиссии Одесского городского совета по экологии и чрезвычайным ситуациям.

## Биография
Родился 1 октября 1975 в Одессе в семье инженера-строителя.
В 1997 году окончил Одесскую государственную академию строительства и архитектуры по специальности «Промышленное и гражданское строительство» с квалификацией инженера-строителя.
В 2010 году окончил Одесскую юридическую академию по специальности «Правоведение» с квалификацией юриста.
Женат. Воспитывает дочь и сына.

## Карьера
- 04.1997 — 06.2005 — директор общества с ограниченной ответственностью «Меркурий-С» (Одесса).
- 06.2005 — 02.2010 — заместитель начальника по жилищному строительству мостозагона № 23 открытого акционерного общества «Мостострой» (Одесса).
- 02.2010 — 06.2010 — помощник адвоката Потапчука Г. В. (свидетельство о праве заниматься адвокатской деятельностью № 1257 от 06.05.2004 года, Одесса).
- 07.2007 — 05.2013 — начальник юридического отдела общества с ограниченной ответственностью «Виннер-Одесса» (Одесса).
- 05.2013 — 07.2013 — временно не работал.
- 07.2013 — 09.2013 — первый заместитель главы Ренийской районной государственной администрации Одесской области.
- 09.2013 — настоящее время — председатель Беляевской районной государственной администрации.

## Политическая деятельность
В политику пришел с момента избрания депутатом Одесского городского совета VI созыва в 2010 году.
Как председатель постоянной комиссии Одесского городского совета по экологии и чрезвычайным ситуациям Александр Иваницкий занимается, в частности, проблемой отвода границ парков Одессы.
В 2011—2013 годах был советником мэра города Черноморска Валерия Хмельнюка по вопросам экономики, инвестиций, внешнеэкономической деятельности и морехозяйственного комплекса.
В 2013 году назначен главой Беляевской районной государственной администрации.

## Научная деятельность
Готовится к защите в Одесской государственной академии строительства и архитектуры диссертации на тему «Изгибаемые конструкции из мелкоразмерных элементов в замкнутой обойме».